# Батин (Болгарія)
Бати́н (болг. Батин) — село в Русенській області Болгарії. Входить до складу общини Борово.

## Населення
За даними перепису населення 2011 року у селі проживали 596 осіб.
Національний склад населення села:
| Національність   | Кількість осіб | Відсоток |
| ---------------- | -------------- | -------- |
| турки            | 366            | 61,9%    |
| болгари          | 213            | 36,0%    |
| цигани           | 10             | 1,7%     |
| Всього відповіли | 591            |          |

Розподіл населення за віком у 2011 році:
Динаміка населення: